# Triactis producta
Triactis producta is een zeeanemonensoort uit de familie Aliciidae.
Triactis producta is voor het eerst wetenschappelijk beschreven door Klunzinger in 1877.